# Toon de Schepper
Toon de Schepper (* 18. September 1998 in Nieuwenrode) ist ein belgischer Eishockeyspieler, der seit 2019 für die Mannschaft der Wilkes University in der III. Division  der National Collegiate Athletic Association spielt.

## Karriere
Toon de Schepper begann seine Karriere als Eishockeyspieler bei den Lower Austria Stars in der österreichischen Nachwuchsliga Erste Bank Juniors League. 2015 wechselte er in die Vereinigten Staaten zu den La Crosse Freeze in die dritte Division der North American Hockey League. 2018 wechselte er ligaintern zum Coulee Region Chill. 2019 wurde er mit der besten Plus/Minus-Bilanz der Liga zum besten Verteidiger und in das First All-Star-Team der Liga gewählt. Seit 2019 spielt er für die Mannschaft der Wilkes University in der III. Division  der National Collegiate Athletic Association.

### International
Im Juniorenbereich spielte de Schepper bei den U18-Weltmeisterschaften der Division II 2015 und 2016 sowie der U20-Weltmeisterschaft der Division II 2015.
Bei der Weltmeisterschaft 2019 spielte de Schepper erstmals für das belgische Nationalteam.

## Erfolge und Auszeichnungen
- 2019 Bester Verteidiger, beste Plus/Minus-Bilanz und First All-Star-Team der dritten Division der North American Hockey League